# كاثي هوكول
كاثي هوكول (مواليد 27 أغسطس 1958) هي سياسية ومحامية أمريكية، تشغل حالياً منصب حاكم ولاية نيويورك بعد استقالة الحاكم المنتخب أندرو كومو في 23 أغسطس 2021، وبذلك تصبح أول امرأة تتولى هذا المنصب في تاريخ الولاية.
كاثي هي عضو في الحزب الديمقراطي، شغلت قبل ذلك منصب نائب الحاكم من 2015 إلى 2021، وعضو في مجلس النواب الأمريكي ممثلة عن الدائرة الانتخابية السادسة والعشرين في نيويورك من 2011 إلى 2013. وهي أول حاكم ينحدر من ولاية نيويورك منذ عشرينيات القرن الماضي.
في مايو 2011، فازت في الانتخابات الخاصة التي خاضها أربعة مرشحين للدائرة الانتخابية السادسة والعشرين في نيويورك لملئ المقعد الشاغر بعد استقالة عضو مجلس النواب الأمريكي كريس لي، لتصبح أول ديمقراطية تمثل الدائرة منذ 40 سنة. خدمت كعضو في مجلس النواب الأمريكي من 2011 إلى 2013. خسرت في انتخابات عام 2012 لصالح كريس كولينز، بعد أن تم تغيير حدود الدائرة الانتخابية والتركيبة السكانية في عملية إعادة التوزيع العشرية. بعد مغادرتها الكونجرس، عملت كمدير تنفيذي للعلاقات الحكومية في بنك «إم أند تي» ومقره بافالو.
في انتخابات حاكم ولاية نيويورك عام 2014، اختارها أندرو كومو لمنصب نائب الحاكم. وبعد فوزهما في الانتخابات، تم تنصيبها كنائب حاكم. وأعيد انتخاب كومو وكاثي في عام 2018. تولى هوشول منصب حاكم نيويورك في 23 أغسطس 2021 بعد استقالة كومو وسط مزاعم بالتحرش الجنسي.

## النشأة والتعليم
ولدت هوكول، تحت اسم كاثلين كورتني، في مدينة بوفالو بولاية نيويورك، وكان ترتيبها الثاني بين ستة أطفال من جون بّي. «جاك» كورتني، الذي كان حينها طالبًا جامعيًا وموظفًا مكتبيًا، وباتريشا آن «بات» (روتشفورد) كورتني، التي كانت ربة منزل. عانت الأسرة من ضائقة مالية خلال السنوات الأولى من حياة هوكول، إذ عاشوا في مقطورة بالقرب من مصنع للصلب لفترة من الزمن. ومع ذلك، كان والد هوكول يعمل في شركة لتقانة المعلومات، والتي أصبح لاحقًا مديرًا عليها، بحلول الوقت الذي التحقت فيه بالجامعة. تنحدر عائلتها من أصول كاثوليكية إيرلندية.
أضحت هوكول نشطةً على الصعيد السياسي خلال سنوات دراستها الجامعية في جامعة سيراكيوز، إذ قادت حملة المقاطعة التي استهدفت متجر الكتب الجامعية بسبب غلاء أسعاره، وقادت المحاولة الفاشلة لتسمية ملعب الجامعة على اسم الخريج إيرني ديفيس، وهو لاعب الظهير الخلفي البارز الذي توفي على إثر إصابته بمرض السرطان قبل تمكنه من الالتحاق بالدوري الوطني لكرة القدم. كذلك نجحت في الضغط على الجامعة لسحب استثماراتها من جنوب إفريقيا خلال فترة نظام الفصل العنصري (الأبارتايد). منحتها الصحيفة الطلابية «ذا ديلي أورانج» درجة امتياز في ربيع عام 1979، مشيرةً إلى التغييرات التي أحدثتها في الحرم الجامعي كدليل على هذه الدرجة. حازت على درجة بكالوريوس في الآداب في تخصص العلوم السياسية من كلية ماكسويل بجامعة سيراكيوز في عام 1980، وحازت بعدها على درجة دكتوراه في القانون من كلية كولومبوس للحقوق التابعة للجامعة الكاثوليكية الأمريكية في واشنطن العاصمة سنة 1984.

## بداية مشوارها السياسي
بدأت هوكول، بعد تخرجها من كلية الحقوق، العمل لدى إحدى شركات المحاماة في واشنطن العاصمة، ولكنها وجدت العمل غير مرضٍ. عملت بعدها كمستشارة قانونية ومساعدة تشريعية لكل من عضو مجلس النواب الأمريكي جون لافالس وعضو مجلس الشيوخ الأمريكي دانيال موينيهان. كذلك عملت لصالح الجمعية التشريعية لولاية نيويورك قبل أن تسعى لشغل منصب انتخابي.
انخرطت هوكول في القضايا المحلية كداعمة للمشاريع الصغيرة التي كانت تواجه منافسةً من متاجر سلسلة وول مارت، وفي الأثناء، لفتت أنظار قادة الحزب الديمقراطي المحليين. صوت مجلس بلدية هامبورغ على تعيينها في المقعد الشاغر بالمجلس، على إثر استقالة باتريك هـ. هوك لتولي منصب مشرف البلدية، بتاريخ 3 يناير عام 1994. انتُخبت لولاية كاملة استنادًا على مواقف ديمقراطية ومحافظة في شهر نوفمبر من عام 1994، وأعيد انتخابها في دورات عام 1998، وعام 2002، وعام 2006. استقالت من منصبها في يوم 10 أبريل عام 2007، وخلفها العضو السابق في الجمعية التشريعية ريتشارد أ. سميث. قادت، أثناء وجودها في المجلس، الجهود الرامية إلى إزالة محطات تحصيل الرسوم على أجزاء من نظام الطرق السريعة في ولاية نيويورك.

## الآراء السياسية

### التجارة
في 17 سبتمبر عام 2011، أشار روبرت ج. مكارثي إلى أن كلًا من هوكول ومنافسها الانتخابي جاك ديفيس كانا متفقين حيال معارضتهما للتجارة الحرة. إذ قالت عن اتفاقية التجارة الحرة لأمريكا الشمالية: «لقد رأينا ما حدث مع نافتا، لم تتحقق الوعود بتاتًا. وإن اضطررت إلى مواجهة حزبي في هذا الأمر، فسوف أفعل ذلك».

### الطاقة
دعمت هوكول تقديم حوافز لتطوير مصادر بديلة للطاقة أثناء حملتها الانتخابية للكونغرس.
في شهر يونيو من عام 2011، عارضت هوكول تشريعًا يقضي بتخفيض التمويل المخصص للجنة تداول السلع الآجلة (سي إف تي سي) بنسبة 44%، بدعوى أن اللجنة حدت من المضاربة على النفط، وأن تسريحات موظفي اللجنة الناتجة عن ذلك من شأنها أن «تسهل على شركات النفط الكبرى والمضاربين استغلال ... المستهلكين».

### القضايا المالية
دعمت هوكول رفع الضرائب على الأشخاص الذين تزيد دخولهم عن 500,000 دولار سنويًا أثناء ترشحها للكونغرس. كذلك عارضت اتفاقيات التجارة الحرة الجديدة التي كانت في طور الدراسة آنذاك، قائلةً: «لا نحتاج إلى النظر أبعد من غرب ولاية نيويورك لنرى أن هذه السياسات غير مجدية». وأوضحت أن اتفاقيات التجارة الحرة، مثل اتفاقية التجارة الحرة لأمريكا الشمالية (نافتا) واتفاقية التجارة الحرة لأمريكا الوسطى (كافتا)، قد أدت إلى انخفاض الأجور والاستحقاقات، وفقدان فرص العمل في الولايات المتحدة.
اعترفت هوكول خلال حملتها بضرورة إجراء تخفيضات كبيرة في الميزانية الفيدرالية، وأبدت استعدادها النظر في تقليص نفقات جميع البرامج الاستحقاقية، ولكنها عارضت الخطة التي طرحها الحزب الجمهوري، الرامية إلى تحويل برنامج ميديكير للتأمين الصحي إلى نظام قسائم، قائلةً أن ذلك «سيقضي على برنامج ميديكير كما نعرفه». واقترحت توفير الأموال في برنامج ميديكير من خلال القضاء على الإهدار وظاهرة شراء الأدوية الموصوفة بكميات كبيرة، مؤكدةً أن خلق المزيد من فرص العمل سيخفف من وطأة العجز في ميزانيتي ميديكير والضمان الاجتماعي، بفعل زيادة إيرادات ضرائب المرتبات.
في 19 نوفمبر عام 2011، أفاد براين تومولتي من قناة «دبليو جي آر زيد» أن هوكول صوتت لصالح تعديل الموازنة المنضبطة، وهو ما وصفته بـ«الحل التوافقي ما بين الحزبين».
في شهر يوليو من عام 2023، أعفت هوكول المتقدمين لاختبارات الالتحاق بسلك الخدمة المدنية في ولاية نيويورك من رسوم التقديم حتى نهاية عام 2025، وذلك في ضوء الاستجابة لنقص القوى العاملة على مستوى الولاية، وتيسيرًا لعملية الالتحاق بالقوى العاملة في الولاية.

### الرعاية الصحية
عبرت هوكول عن دعمها لقانون الرعاية الميسرة الذي أقره الكونغرس الحادي عشر بعد المئة، وصرحت خلال حملتها الانتخابية أنها لن تصوت لإلغائه. وردًا على سؤال طرحه أحد الناخبين خلال اجتماع مفتوح في مبنى البلدية في شهر فبراير من عام 2012، تعرضت هوكول لصيحات استهجانية على إثر قولها أن الحكومة الفيدرالية «لا تعير الدستور أي أهمية» في ظل إدارة أوباما التي ألزمت أصحاب العمل بتوفير تغطية تأمينية لعمالهم في ما يتعلق بوسائل منع الحمل. وفي وقت لاحق، صرح ناطق باسمها أنها أخطأت التعبير، ولكنه لم يوضح إجابتها.
أبدت هوكول تأييدها حق المرأة في الإجهاض، ووصفت إلغاء حكم قضية «رو ضد ويد» بـ«الظلم الجسيم».

### الهجرة
دعت هوكول الحكومة الفيدرالية إلى تسريع استصدار تصاريح عمل للمهاجرين في عام 2023، بهدف معالجة الارتفاع المفاجئ في الهجرة إلى نيويورك. وكتبت إلى الرئيس جو بايدن: «بالنسبة لي، فإن الحل لهاتين الأزمتين -الأزمة الإنسانية وأزمة القوى العاملة- واضح وبديهي للغاية. دعوهم يحصلون على تصاريح عمل، دعوهم يعملون، دعوهم يعملون بصورة قانونية».

## الحياة الشخصية
هوكول متزوجة من ويليام ج. هوكول الابن، وهو المدعي العام السابق للولايات المتحدة في المنطقة الغربية من ولاية نيويورك، والذي يشغل أيضًا منصب نائب الرئيس الأول، والمستشار والأمين العام لشركة ديلاوير نورث، وهي شركة متخصصة في الضيافة والمقامرة. ولديهما طفلان. تدين هوكول بالكاثوليكية.
أسست هوكول دار كاثلين ماري، وهو منزل انتقالي للنساء والأطفال الذين وقعوا ضحيةً للعنف المنزلي. وكانت عضوًا في مجلس إدارة المنظمة. كذلك شاركت في تأسيس ائتلاف العمل القروي، وكانت عضوًا في مجلس أمناء أكاديمية إماكيولاتا في مدينة هامبورغ بولاية نيويورك في عام 2011.
في عام 2024، شخصت إصابة هوكول بسرطان الخلايا القاعدية، وهو نوع شائع من سرطان الجلد.